# Aenictus ceylonicus
Aenictus ceylonicus är en myrart som först beskrevs av Mayr 1866.  Aenictus ceylonicus ingår i släktet Aenictus och familjen myror. Inga underarter finns listade i Catalogue of Life.

## Bildgalleri

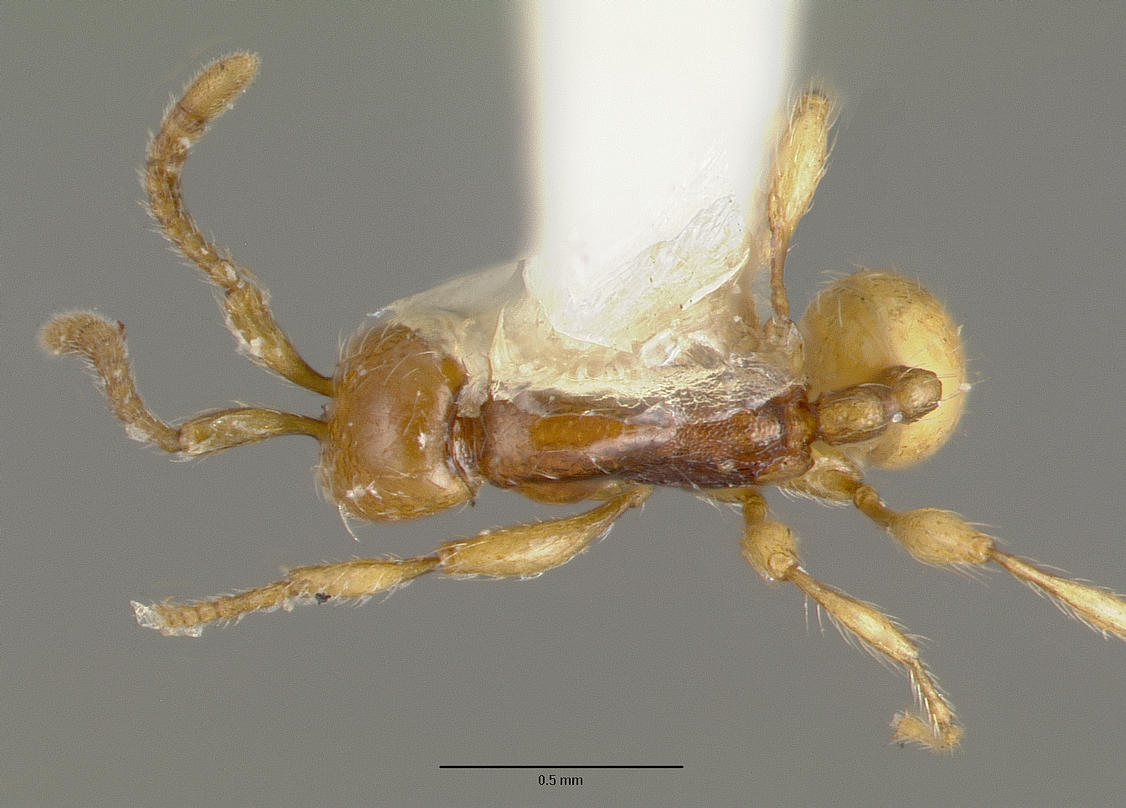
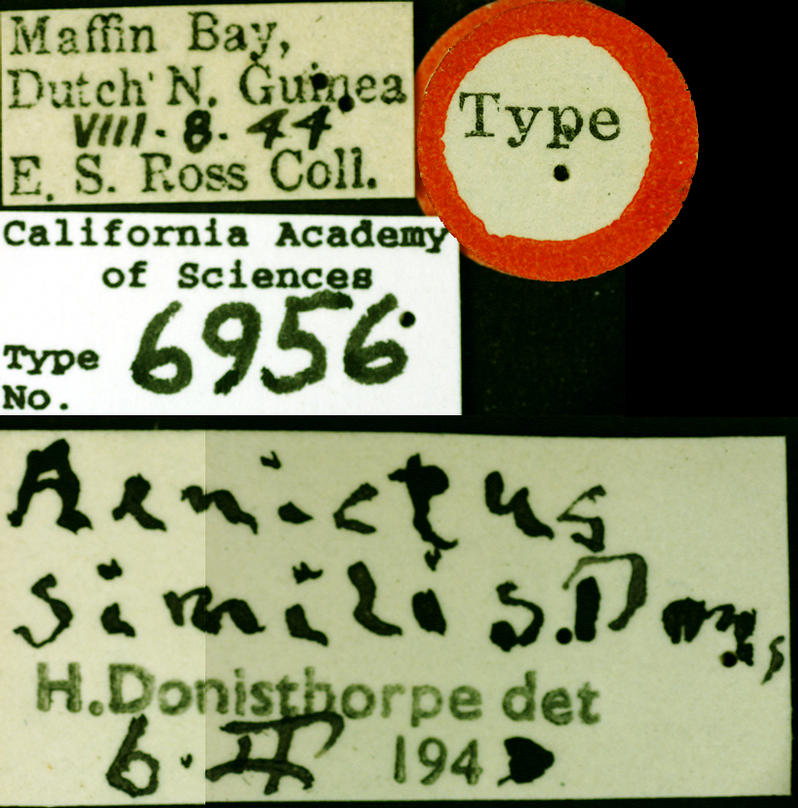